# Anastácia de Kiev
Anastácia Iaroslavna de Kiev, também conhecida como Agmunda (Novogárdia Magna, 1023 – Admont, 1094 ou 1096) foi rainha consorte da Hungria como a segunda esposa de André I da Hungria. Ela foi rainha num período turbulento da História húngara, e chegou a agir duas vezes como regente, primeiro em nome do marido doente, e mais tarde, em nome do filho menor de idade. Após um período de exílio forçado devido a luta pelo trono e a morte de André, ela retornou ao lado do filho vitorioso, que tornou-se o rei Salomão. No entanto, mãe e filho se desentenderam algum tempo depois, e Anastácia viveu o resto de seus dias na Áustria, onde veio a falecer, possivelmente após ter feito votos de freira.

## Nome
Ela é chamada de Agmunda pelo historiador Antonio Bonfini, que viveu nos séculos XV e XVI. Segundo o escritor A. V. Nazarenko, o nome Anastácia seria resultado de uma interpretação errada ou devido a um erro. O cronista Jan Długosz, também do século XV, a chama de Anastácia.
Sabe-se que Agmunda foi o nome que ela adotou quando fez votos de freira.

## Família
Anastácia foi a primeira filha e segunda criança nascida de Jaroslau I, o Sábio, grão-príncipe de Kiev e Novogárdia, e da princesa Ingegerda da Suécia.
Os seus avós paternos eram Vladimir I de Kiev e Rogneda de Polotsk. Os seus avós maternos eram Olavo da Suécia e Estride dos Obotritas.
Ela teve um irmão mais velho, Vladimir, investido como príncipe de Novogárdia pelo pai em 1043, mas, devido ao fato de que ele morreu antes do pai, os seus descendentes foram ignorados no testamento de Jaroslau, e foram, subsquentemente, barrados de suceder como grão-príncipes de Kiev; Sua esposa foi, possivelmente, Oda de Stade.
A nobre também teve sete irmãos mais novos, entre eles: Iziaslau I de Kiev, sucessor do pai como grão-príncipe de Kiev, e casado com Gertrudes da Polônia; Isabel, esposa do rei Haroldo III da Noruega; Ana, esposa do rei Henrique I de França, e regente em nome do filho Filipe I, etc.

## Biografia
Anastácia conheceu seu futuro marido, André da Hungria, na corte de seu pai em Kiev. Ele era filho de Basílio, o duque da Nitria, que, por volta de 1031, foi cegado pelo próprio primo, Estêvão I da Hungria, que desejava removê-lo da linha de sucessão ao torno. Após a morte do Basílio em seguida, André, junto aos irmãos, fugiram para a Boêmia. Eles foram para Polônia depois, e, eventualmente, se estabeleceram em Kiev; foi nessa época que André se converteu ao Cristianismo.
Quando Estêvão I faleceu em 1038, ele foi sucedido por Pedro Orseolo, o seu sobrinho pela linhagem feminina. Outro pretendente ao trono era Samuel Aba. Já André era apoiado por Jaroslau, e assim, ele se casou com Anastácia, provavelmente no ano de 1038 ou 1039, na Catedral de Santa Sofia de Kiev, seguindo o rito bizantino. O casamento foi realizado como parte de uma aliança política, porém, acredita-se que os dois também estavam apaixonados um pelo outro.
Em 1046, os nobres húngaros estavam insatisfeitos com Pedro, e suas políticas que favoreciam os alemães. Como consequência disso, eles se rebelaram e convidaram André a voltar para o país. Jaroslau, então, deu dinheiro e um exército para o genro tomar a coroa. Graças a isso, André foi capaz de depor Pedro, e tornou-se rei, sendo coroado ainda em 1046.
No início do reinado, como ainda não tinha filhos, André escolheu o irmão, Bela, como seu herdeiro, que foi criado duque pelo irmão, e recebeu um terço dos domínios da Hungria, além de uma espada, que representava o poder ducal no país, quase em pé de igualdade com a coroa. Contudo, até 1055, Bela tinha decaído na linha sucessória após o nascimento de dois príncipes, Salomão e Davi, filhos de Anastácia. Ela também teve uma filha, Adelaide.

### Rainha consorte
Apesar de ter se adaptado rapidamente à vida de rainha, ao que parece, Anastácia sentia falta de sua terra natal. André comprou  um castelo e floresta para a esposa no território da atual Eslováquia, pois era próximo da Rússia de Kiev, e a lembrava de sua casa. Ela esteve envolvida na fundação de diversos mosteiros durante o reinado do marido, os quais seguiam o rito grego, no lugar do rito latino, que era usado na Hungria na época. Foi devido ao convite da rainha, que monges de Kiev foram para a Hungria. Provavelmente foi Anastácia quem convenceu o marido a fundar uma laura em Tihany para os eremitas que se estabeleceram na Hungria.

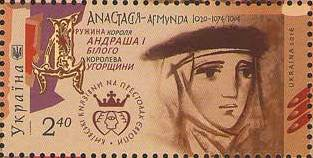
Selo da Ucrânia, de 2016, com a imagem de Anastácia.

Por volta do ano de 1057, o rei contraiu uma doença que o deixou paralisado. Nessa época, é possível que Anastácia tenha assumido uma posição de poder, e assim, ter governado como regente em nome do marido enfermo. Em 1058, Salomão, que tinha apenas 5 anos, foi coroado rei júnior, possivelmente devido a influência da mãe. Naquele mesmo ano, o príncipe ficou noivo de Judite da Suábia, filha de Henrique III do Sacro Império Romano-Germânico. A coroação e o noivado foram feitos de forma a garantir que Salomão pudesse ascender ao trono, no futuro, de forma tranquila. No entanto, o tio dele, Bela, que já havia sido declarado herdeiro de André anteriormente, não aceitou a situação.

### Exílio
Em 1059, Bela fugiu para a Polônia, país de sua esposa, Riquilda da Polônia. Assim, com a ajuda do duque Boleslau II da Polónia, sobrinho por casamento de Bela, ele voltou com um exército para invadir a Hungria. Anastácia e seus filhos se viram obrigados a fugir do reino, e encontraram abrigo com o Ernesto, Marquês da Áustria. Uma batalha se seguiu entre os irmãos, e Bela saiu vitorioso. André tentou fugir para a Áustria, porém, faleceu ano caminho, no outono de 1060. Bela foi coroado em 6 de dezembro do mesmo ano.

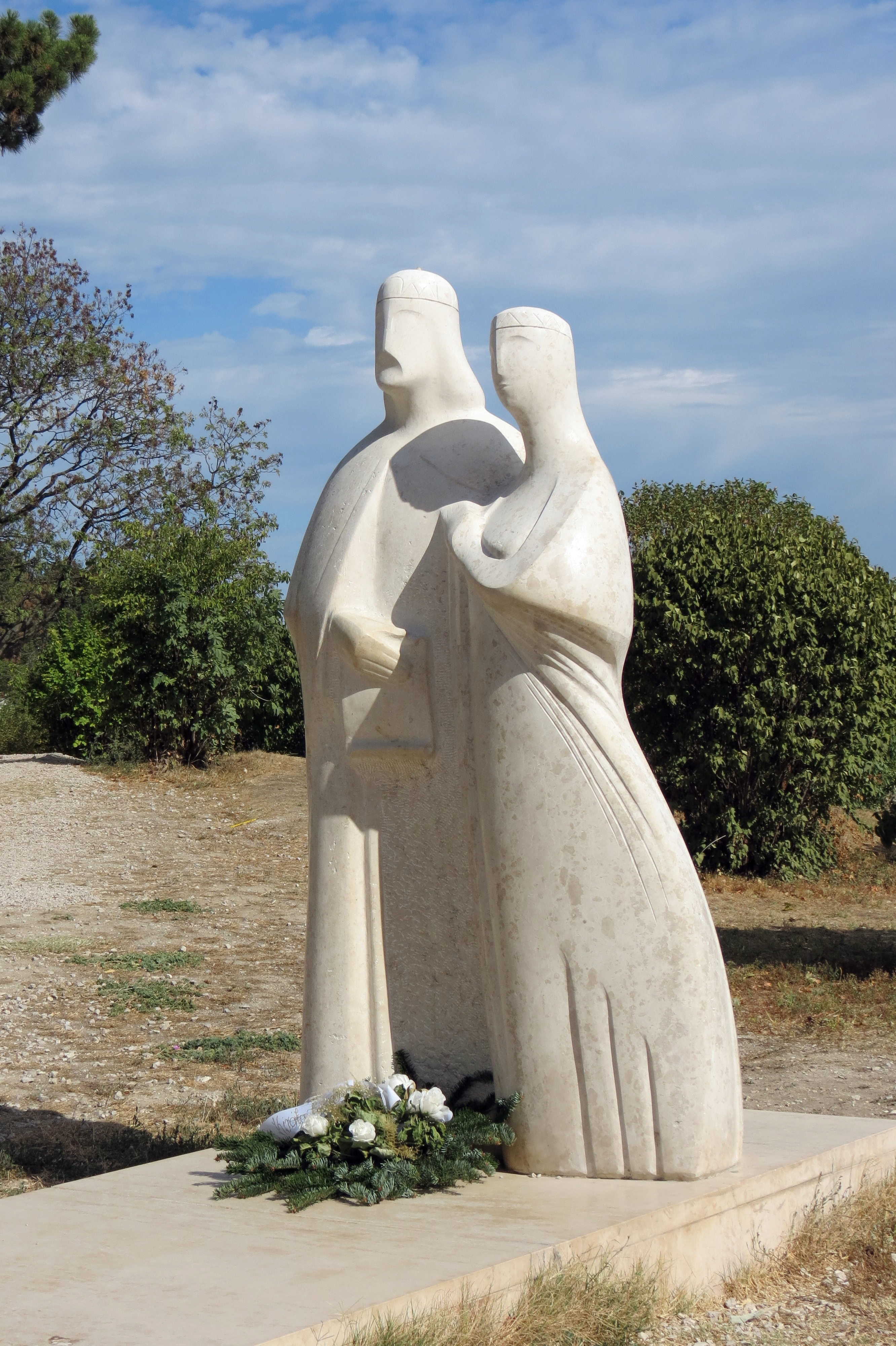
Estátua de André e Anastácia em Tihany.

Com o marido morto e sozinha, Anastácia buscou ajuda do exterior. Ela não podia retornar à Kiev, pois seu irmão, Iziaslau, era aliado de Bela. Na verdade, Iziaslau era cunhado de Bela, pois tinha se casado com a irmã de Riquilda, Gertrudes da Polônia. 
Por isso, a rainha e os filhos seguiram para a Baviera.
A rainha ainda desejava que o filho se tornasse o rei da Hungria, no entanto, problemas políticos mantiveram-na e os filhos na Alemanha por muito anos. Em agosto de 1063, ela se encontrou com Henrique IV, o rei dos romanos (e futuro imperador), em Ratisbona. A irmã do rei, Judite, casou-se com Salomão nessa época. Os jovens permaneceram na corte imperial, enquanto que Anastácia residia na Áustria, em acomodações providenciadas pela rainha regente, Inês da Aquitânia, mãe de Judite e Henrique.
Respondendo aos apelos de ajuda da sogra da irmã, Henrique emprestou um exército para o novo cunhado invadir a Hungria. Entretanto, não foi necessário um ataque, pois o rei Bela I morreu logo após um acidente, em setembro, quando o trono em que estava sentado despencou. As forças de Salomão começaram a preparar-se para agir, mas os filhos de Bela fugiram.

### Rainha regente e últimos anos
Logo após o seu retorno, o jovem Salomão foi coroado rei da Hungria, no dia 11 de setembro de 1063, com apenas dez anos de idade. Devido a menoridade, Anastácia tornou-se a regente.
Por volta dessa época, a rainha deu um presente especial para Otão de Nordheim, também conhecido como Otão II, duque da Baviera, quem havia liderado as tropas germânicas para retomar o trono em nome do príncipe. Ela deu-lhe uma espada, que, segundo a lenda, tinha pertencido ao huno Átila, e possuía propriedades mágicas. Também era chamada de Espada de Marte, pois Átila conseguiu diversas vitórias com a mesma em suas conquistas. Otão deu a espada para Dedo, cujo posse passou para Henrique IV; Henrique, então, deu a mesma para Leopoldo de Merserburgo, que, em 1071, caiu do cavalo e acabou empalado pela própria espada. Eventualmente a espada passou a ser propriedade da Casa de Habsburgo, e hoje, encontra-se no Tesouro Imperial do Palácio de Hofburg, em Viena. Entretanto, o autor Schramm acredita que não há nenhuma possibilidade de que a espada em Viena seja a mesma que Anastácia deu para Otão.
Não se sabe muito sobre o papel que a rainha exerceu como regente, mas ela não atuava sozinha, e era auxiliada pelos bispos e nobres húngaros. Anastácia deve ter deixado de ser regente antes de 1071, quando o rei teria chegado à maioridade.
Segunda uma hipótese, Anastácia se casou com um conde alemão chamado Photo, que foi um dos líderes do exército de Salomão; porém, não há evidências disso.
Durante o seu reinado, Salomão esteve em disputas com os seus primos, Géza, Ladislau e Lamberto, que eram os filhos de Bela. Eles retornaram do exílio e aceitaram o reinado do primo, e assim, Salomão governou o reino ao lado dos três, entre os anos de 1060 a 1073. 

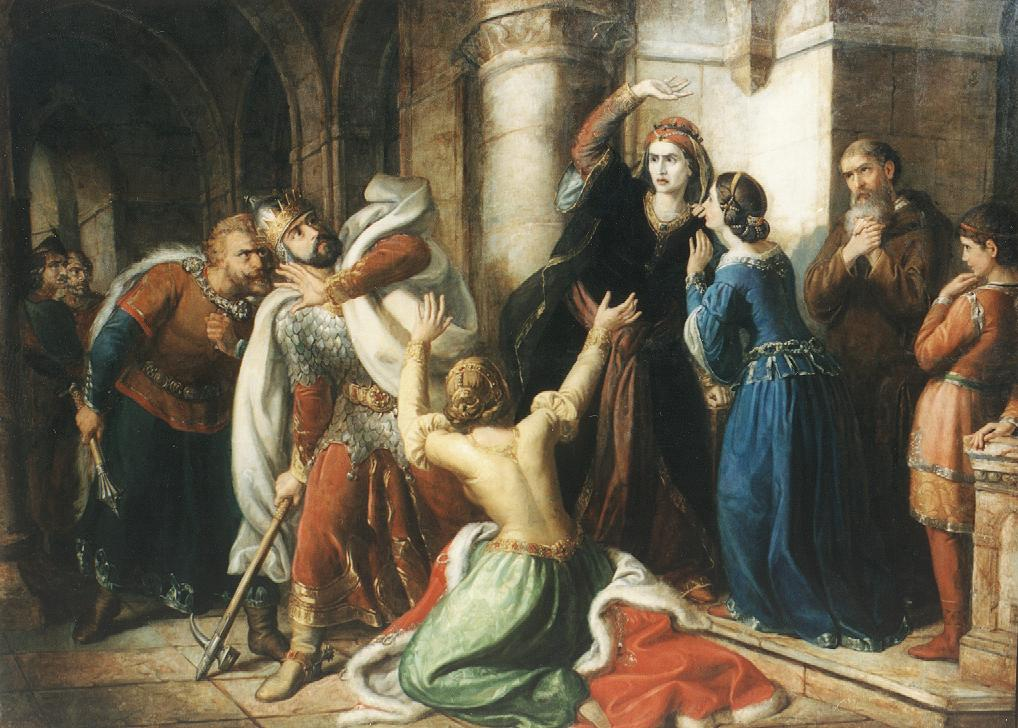
Pintura de Soma Orlai Petrich, 1857, que imagina o momento em que Salomão estava prestes a esbofetear a mãe, e é impedido pela esposa; hoje, está em exibição no Museu Déri na cidade de Debrecen.

O rei era conhecido por ser irresponsável, e por confiar demais num nobre de nome Vid. Em 1074, Géza, que queria o trono para si, declarou guerra contra Salomão. Com a ajuda dos polacos, Géza conseguiu derrotá-lo em batalha. Salomão, por sua vez fugiu até a mãe, que estava na cidade de Moson, próxima a fronteira austríaca. Anastácia repreendeu por ter ignorado os seus conselheiros, e ter confiado demais em Vid; em resposta, Salomão levantou a mão, e, quando estava prestes a dar um tapa na mãe, a esposa do rei deposto, Judite, o impediu, ao segurar a sua mão. Anastácia teria, então, amaldiçoado Salomão. Após esse incidente, Anastácia passou a morar na Abadia de Admont, na atual Áustria.
Salomão tentou várias vezes recuperar o trono, mas foi em vão. Ele acabou morrendo sem herdeiros e no exílio, em 1087.
Não se sabe ao certo o que houve com Anastácia após o ano de 1074, mas é possível que tenha passado os restos de seus dias em Admont. Ela tornou-se uma freira, em 1074, sob o nome de Agmunda. Embora sua data de morte seja incerta, deve ter ocorrido em 1094 ou 1096, quando autores mencionam a sua morte. Ela foi enterrada em Admont.

## Descendência
- Adelaide (1040 – 27 de janeiro de 1062), foi esposa de Bratislau II da Boémia, com quem teve quatro filhos, inclusive Judite da Boêmia, esposa do duque Ladislau I Hermano da Polónia;
- Salomão (1053 – 1087), sucessor do tio. Foi casado com Judite da Suábia, com quem teve apenas uma filha, Sofia;
- Davi (entre 1053 e 1055 – após 1094), não se casou e nem teve filhos.